# Nishimura Yasutoshi
Nishimura Yasutoshi (西村 康稔 (Tây Thị Khang Nhẫm) sinh ngày 15 tháng 10 năm 1962) là chính khách người Nhật Bản. Ông từng giữ chức vụ làm Bộ trưởng Kinh tế, Thương mại và Công nghiệp kể từ ngày 10 tháng 8 năm 2022 đến ngày 14 tháng 12 năm 2023.